# Gunungiella nietneri
Gunungiella nietneri är en nattsländeart som beskrevs av Banks 1920. Gunungiella nietneri ingår i släktet Gunungiella och familjen stengömmenattsländor. Inga underarter finns listade i Catalogue of Life.